# 北京市八宝山人民公墓
39°54′47″N 116°13′46″E / 39.9130°N 116.2295°E

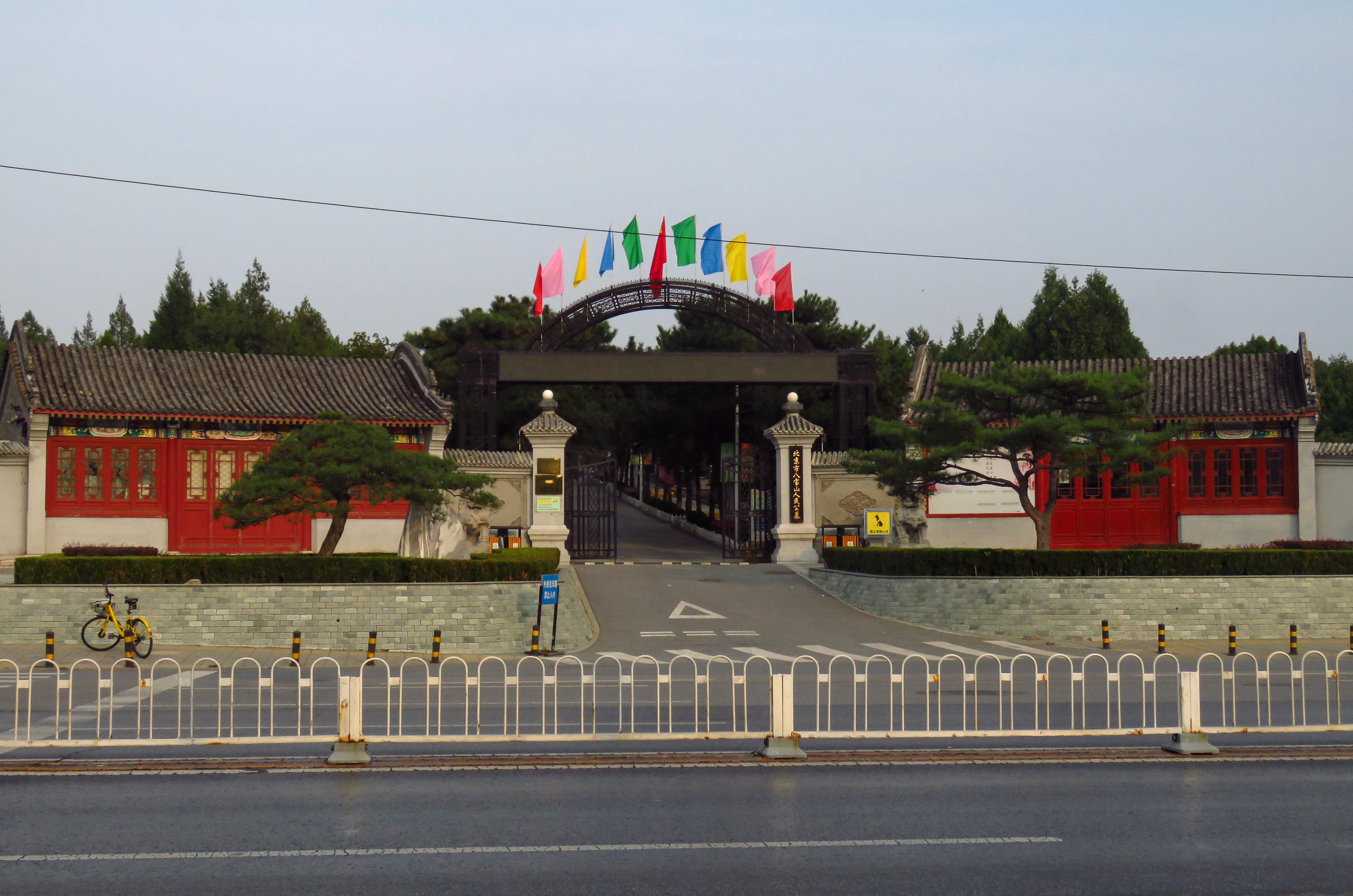
八宝山人民公墓西门

北京市八宝山人民公墓是位于中国北京市石景山区上庄大街6号的一座公墓。

## 简介
八宝山人民公墓位于八宝山上，在北京地铁1号线八宝山站向北1公里处，占地面积大约400亩。八宝山人民公墓西到上庄大街，东到上庄东街，南邻北方旧货交易市场，北到水厂南路。附近八宝山殡仪馆、八宝山革命公墓位于其东南方向，老山骨灰堂位于其西南方向。
八宝山人民公墓创建于1950年8月1日，是当时北京市人民政府命名的四个人民公墓之一，时称“西郊第二人民公墓”，隶属北京市民政局民政科公墓组。1957年3月改隶北京市殡葬管理所，1963年12月，改隶北京市殡葬服务公司。1968年10月，北京市殡葬服务公司撤消，工作人员解散下放，西郊第二人民公墓自此长期处于私埋乱葬的状态。直到1984年北京市殡葬管理处，该公墓才开始恢复建设，时称“八宝山后山公墓”。1993年4月，在八宝山后山公墓的基础上，正式组建了北京市八宝山人民公墓。八宝山人民公墓是北京市民政局的北京市殡葬管理处直属单位。
八宝山人民公墓骨灰安葬、安放的形式主要有：
- 修建骨灰墓。该公墓提供青白石、太白青、花岗岩等材质的全石料成型墓。由于该公墓的土地资源已趋饱和，目前该公墓主要以老墓改造为主。[2]
- 骨灰深葬。位于该公墓院内西北侧的一座塔式建筑“怀思阁”，是骨灰集体深葬场所。骨灰安葬于怀思阁的地下室内，一次性封存，安葬后不得取出。[2]

## 八宝山娘娘庙
八宝山娘娘庙位于八宝山人民公墓。该庙原先是八宝山的大庙，坐北朝南，依山而建，布局为长方形，灰瓦红墙。清朝末年到中华民国时期，该庙有三进院，房屋30余间。文革后期被拆毁，如今仅存遗址。“八宝山娘娘庙遗址”是北京市石景山区普查登记文物。过去该庙主要建筑有：
- 戏楼：位于山门前。
- 山门：位于戏楼以北50余米处，门额上石刻有“八宝山”三字。山门为硬山起脊，面阔三间。
  - 灵官殿、禅房：进入山门，东有灵官殿，西有禅房。
- 前殿：二进院有正殿三间，两侧各有三间配房。
- 后殿：三进院有正殿三间，前廊后厦，内供天仙圣母碧霞元君，左右各带耳房三间。
  - 东、西配殿：位于后殿前的东西两侧，各三间，各带耳房一间。[4]